# Rogier Dorsman
Rogier Dorsman (Heerjansdam, 28 luglio 1999) è un nuotatore olandese, specializzato in stile libero, dorso, rana, misti, categorie S11, S12.

## Biografia
Studia Sports Marketing all'Università delle scienze applicate di Amsterdam.
Ha iniziato a nuotare all'età di cinque anni. Gareggia per lo ZZ & PC De Devel a Zwijndrecht. E' allenato da Sander Nijhuis e Bram Dekker. Ha iniziato a perdere la vista nel 2012 a causa della coroideremia, condizione genetica che colpisce principalmente i maschi e determina il progressivo peggioramento delle capacità visive. I medici hanno anche scoperto un disturbo genetico del nervo ottico, il disturbo del gene OPA1. È stata la prima persona nei Paesi Bassi ad avere questo combinazione di disturbi ottici, che dovrebbe portarlo alla cecità. Dal 2019 è stato inserito nella classe S11 e nuota in tutte le gare indossando occhiali ciechi.
Nel 2019 è stato nominato Atleta Paralimpico dell'anno dal Comitato Olimpico Olandese.
È stato campione paralimpico ai Giochi di Tokyo 2020 nei 100 m rana SB11, nei 400 m stile libero S11 e nei 200 m misti SM11. Tre anni dopo, alle Paralimpiadi di Parigi, vince nuovamente l'oro nei 100 metri rana e nei 200 metri misti e sale sul secondo gradino del podio nei 400 metri stile libero.

## Palmarès
- Giochi paralimpici estivi

Tokyo 2020: oro nei 100m rana SB11, nei 400m sl S11 e nei 200m misti SM11
Parigi 2024: oro nei 100m rana SB11 e nei 200m misti SM11, argento nei 400m sl S11
- Mondiali paralimpici

Londra 2019: oro nei 400m sl S11 e nei 200m misti SM11, argento nei 100m dorso S11 e nei 100m rana SB11
Funchal 2022: oro nei 50m sl S11, nei 100m sl S11, nei 400m sl S11, nei 100m rana SB11 e nei 200m misti SM11, argento nei 100m dorso S11 e nei 100m farfalla S11
Manchester 2023: oro nei 50m sl S11 e nei 100m rana SB11, argento nei 200m misti SM11, nei 100m sl S11 e nei 400m sl S11, bronzo nei 100m dorso S11
- Europei paralimpici

Dublino 2018: bronzo nei 400m sl S12 e nei 200m misti SM12
Funchal 2024: oro nei 50m sl S11, nei 100m sl S11, nei 400m sl S11, nei 100m rana SB11, nei 100m farfalla S11 e nei 200m misti SM11, bronzo nei 100m dorso S11